# Raccordo autostradale 12

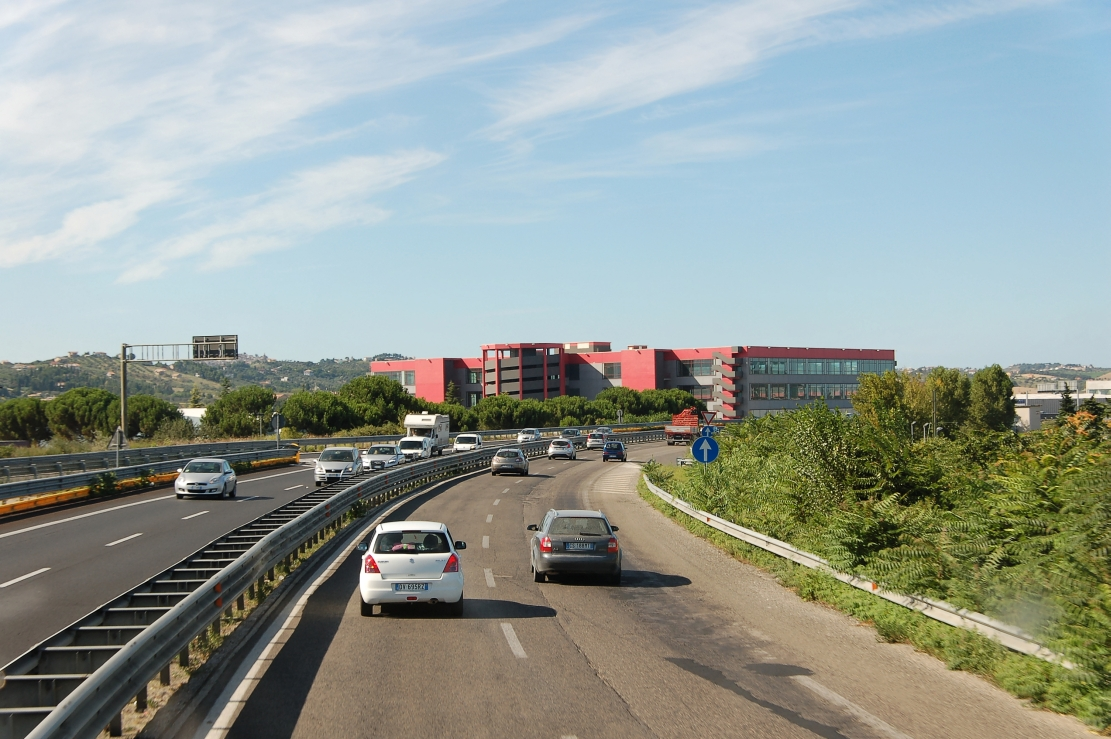
L'asse attrezzato nella zona industriale di Dragonara

Il raccordo autostradale 12 (RA 12), denominato anche asse attrezzato o raccordo Chieti-Pescara, è un raccordo autostradale italiano il cui percorso si sviluppa completamente in territorio abruzzese, ed è stato inserito nell'itinerario della strada europea E80; svolge la funzione di tangenziale est-ovest di Pescara collegandola alle autostrade A14 ed A25. L’asse attrezzato, iniziando il suo percorso poco prima del centro abitato di Chieti, prosegue verso il mare costeggiando il fiume Pescara e collega le barriere autostradali Chieti-Pescara della A25 e Pescara Ovest-Chieti della A14 alla zona di Chieti scalo, all'area industriale della Val Pescara, all'aeroporto d'Abruzzo ed infine al porto di Pescara, che si trova nel centro della città adriatica.
Il raccordo è in una posizione centrale delle vie di comunicazione dell'intera area e serve da collegamento viario tra diversi centri dell'area metropolitana di Pescara. Inoltre, l’asse attrezzato si raccorda con la Tangenziale di Pescara, che rappresenta una variante alla SS 16 in direzione nord-sud, mentre nel territorio di Chieti con la SS 81 Piceno Aprutina, con la SS 5 Tiburtina Valeria e con la SS 656 Val Pescara-Chieti.
Il raccordo autostradale, costruito fra il 1969 ed il 1975, è lungo 14,8 km ed è di proprietà del Consorzio per lo sviluppo industriale dell'area Chieti Pescara (ma viene gestito da Anas), non è sottoposto a pedaggio e continua come superstrada, di proprietà comunale, nel tratto urbano di Pescara lungo circa 3,0 km. Tale parte dell'asse attrezzato è classificata come diramazione della strada statale 16 Adriatica (SS 16 dir/C).

## Storia
La costruzione dell'arteria stradale ebbe inizio nel 1969 grazie a una convenzione della Cassa del Mezzogiorno con il Consorzio per lo sviluppo industriale dell'area Chieti Pescara che finanziò i lavori con fondi dello Stato. L'arteria fu dunque realizzata e aperta al traffico nel 1975, tuttavia vi furono diversi contenziosi tra il consorzio, i proprietari dei terreni espropriati e la ditta costruttrice. I contenziosi si protrassero per decenni, e dopo diverse sentenze venne stimato nel 2022 che il Consorzio per lo sviluppo industriale dell'area Chieti Pescara dovesse corrispondere circa 14 milioni di euro a diverso titolo ai proprietari dei terreni espropriati (circa 12 milioni) e alla ditta costruttrice Farsura Costruzioni (circa 1.9 milioni), nel frattempo soggetta a procedura di fallimento. Nel dicembre 2022 il presidente della regione Abruzzo Marco Marsilio ha annunciato l'intenzione del Ministero delle infrastrutture e dei trasporti di farsi carico dei debiti maturati dal consorzio per la costruzione dell'arteria e di acquisirla al patrimonio dello Stato; nel giugno 2024 i primi 7 milioni di euro sono stati versati agli aventi diritto, dimezzando la cifra degli espropri da rimborsare.

## Classificazione tecnica
Il decreto legislativo 29 ottobre 1999, n. 461 non ha incluso il raccordo tra le autostrade italiane ma tra la "rete stradale a viabilità ordinaria di interesse nazionale".
Il raccordo è dotato dei segnali stradali di inizio e fine autostrada ed è quindi classificato come tale. Tuttavia per l'Anas che ne è gestore, secondo l'AISCAT e per il decreto n. 461 precedentemente citato il raccordo non è classificato come autostrada bensì come viabilità statale ordinaria. 
L'Anas in altri documenti ha inserito il RA 12 nella sezione raccordi autostradali (sezione diversa dalle autostrade di sua competenza) ma nelle annotazioni definisce il raccordo autostradale come autostrada senza pedaggio.

## Nomenclatura
Il decreto del presidente del Consiglio dei ministri del 21 settembre 2001 (Gazzetta Ufficiale n. 226 del 28-9-2001) ha assegnato al raccordo la numerazione RA 12.
La numerazione "RA 12" non appare però nella segnaletica stradale, che invece riporta le definizioni "racc CH-PE" a sfondo verde sui segnali di progressiva chilometrica e "R.A. E80" su sfondo verde o a volte solamente "Asse attrezzato" su sfondo bianco sui segnali di indicazione delle strade comunali che vi accedono.

## Descrizione
Il raccordo si presenta come una strada a due carreggiate separate da spartitraffico, ciascuna con due corsie.
L'asse attrezzato inizia dalla parte bassa di Chieti, tra il territorio cittadino e quello della sua frazione Brecciarola affiancando inizialmente il percorso della SS 5 Tiburtina Valeria fino ad arrivare ai confini di Pescara, dove la strada si incrocia con la strada statale 714 Tangenziale di Pescara e prosegue con la denominazione strada statale 16 dir/C del Porto di Pescara verso il porto della città. Nel 2016 è stato abbassato il limite di velocità da 110km/h a 90km/h, arrivando anche a 40km/h nei pressi dei tratti più tortuosi.

## Percorso
| Asse attrezzato |        |                                          |      |      |                                                                   |           |                |
| Tipo            | Numero | Svincolo                                 | ↓km↓ | ↑km↑ | Note                                                              | Provincia | Strada europea |
|                 | -      | Popoli Manoppello scalo                  | 0,0  | 14,8 | Immissione su SS 5                                                | CH        |                |
|                 |        | Avezzano Roma-L'Aquila                   | 0,5  | 13,8 | Intersezione con A25 e SS 656 dir                                 | CH        |                |
|                 | bis    | Villareia Chieti Scalo                   | -    | 13,3 | Lo svincolo non presenta rampe di uscita in direzione monti-mare. | CH        |                |
|                 |        | Chieti scalo zona industriale            | 1,9  | 12,4 |                                                                   | CH        |                |
|                 |        | Chieti Piceno Aprutina                   | 4,6  | 9,9  | Intersezione con SS 81                                            | CH        |                |
|                 | bis    | zona industriale Salvaiezzi              | -    | 9,0  | Accessibile solo in direzione mare-monti                          | CH        |                |
|                 |        | zona industriale Salvaiezzi Chieti scalo | 6,0  | 8,3  |                                                                   | CH        |                |
|                 |        | Bologna-Taranto Chieti                   | 7,8  | 6,0  | Intersezione con A14 e SS 656                                     | CH        |                |
|                 |        | Dragonara                                | 9,3  | 5,0  |                                                                   | CH        |                |
|                 |        | Sambuceto · zona commerciale             | 10,6 | 3,6  |                                                                   | CH        |                |
|                 |        | Pescara est-ovest zona industriale       | 13,4 | 0,7  |                                                                   | PE        |                |
|                 |        | Foggia-Ancona stadio aeroporto           | 14,2 | 0,5  | Intersezione con SS 714                                           | PE        |                |
|                 |        | Ancona Montesilvano                      | -    | 0,0  | Intersezione con SS 714 Accessibile solo in direzione mare-monti. | PE        |                |
|                 | -      | Pescara centro porto                     | 14,8 | 0,0  | Immissione su SS 16 dir/C                                         | PE        |                |